# شامب ليونز
شامب ليونز (بالإنجليزية: Champ Lyons)‏ هو قاضي ومحامي أمريكي، ولد في 6 ديسمبر 1940 في بوسطن في الولايات المتحدة.

## وصلات خارجية
- شامب ليونز على موقع إن إن دي بي (الإنجليزية)